# Melithaea biserialis
Melithaea biserialis is een zachte koraalsoort uit de familie Melithaeidae. De koraalsoort komt uit het geslacht Melithaea. Melithaea biserialis werd in 1908 voor het eerst wetenschappelijk beschreven door Kükenthal. 